# Lézinnes

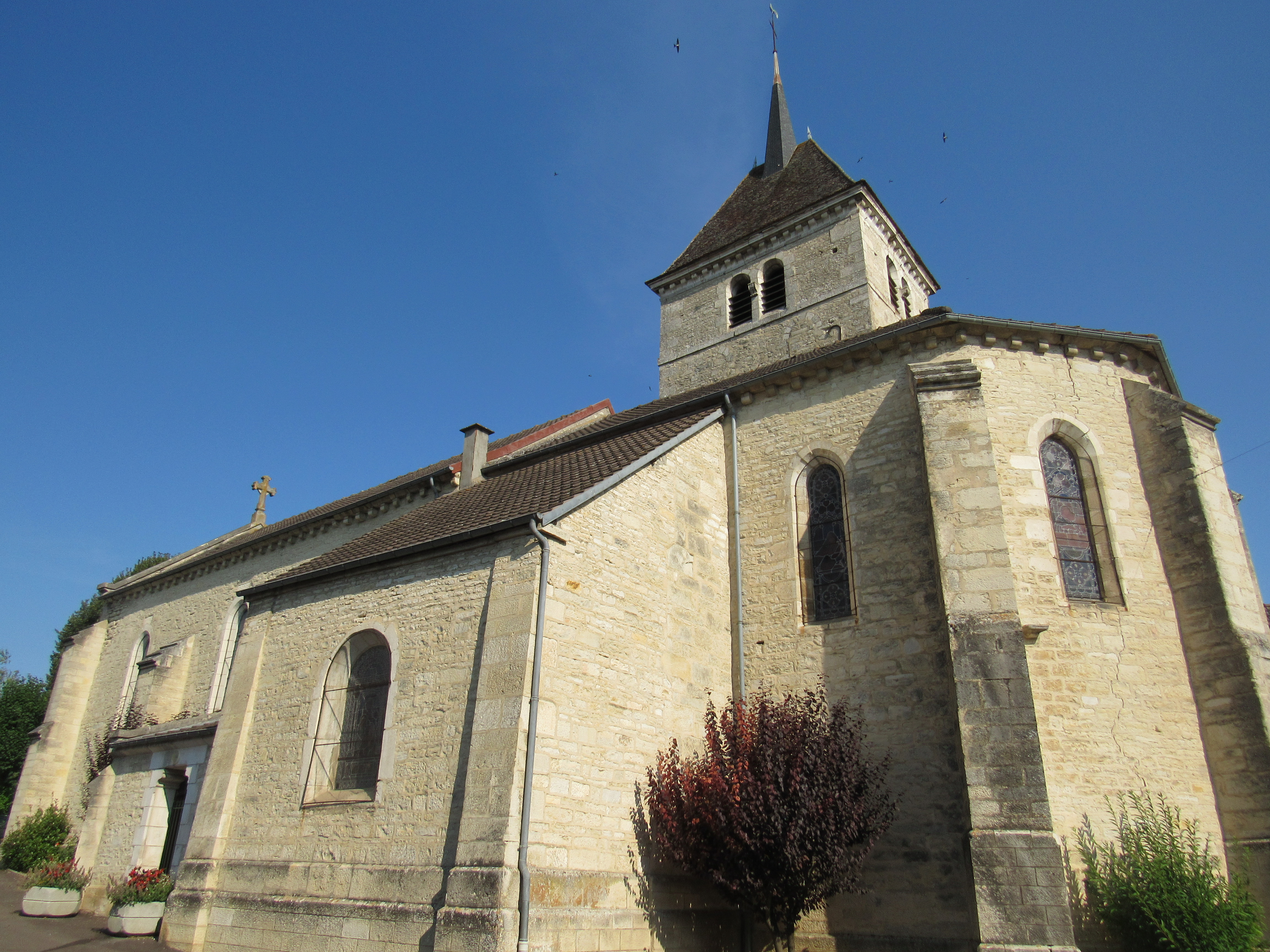
Kirche Saint Etienne

Lézinnes ist eine französische Gemeinde mit 664 Einwohnern (Stand 1. Januar 2022) im Département Yonne in der Region Bourgogne-Franche-Comté; sie gehört zum Arrondissement Avallon und zum Kanton Tonnerrois.

## Bevölkerungsentwicklung
| Jahr      | 1962 | 1968 | 1975 | 1982 | 1990 | 1999 | 2008 |
| Einwohner | 741  | 787  | 774  | 812  | 746  | 778  | 731  |

## Sehenswürdigkeiten
- Kloster La Charité